# Lago Crater
O Lago Crater fica no sudoeste do estado norte-americano do Oregon, próximo de Klamath Falls. Com quase 600 m de profundidade, este lago situa-se na caldeira de um vulcão já extinto. Seu nome tem origem numa pequena cratera situada numa ilha deste lago, a ilha Wizard. Desde 1902 este lago faz parte do Parque Nacional do Lago Crater, uma atracção turística dos Estados Unidos da América.
Suas águas estão entre as mais límpidas dos Estados Unidos. Tem aproximadamente 8 por 9,6 quilômetros de largura, e uma profundidade média de 350 m e máxima de 597 m, o que o converte no lago mais profundo dos Estados Unidos e o segundo mais profundo da América do Norte (o mais profundo é o Grande Lago do Escravo, no Canadá) e o sétimo do mundo (o Lago Baikal, na Rússia,  é o primeiro).

## Galeria

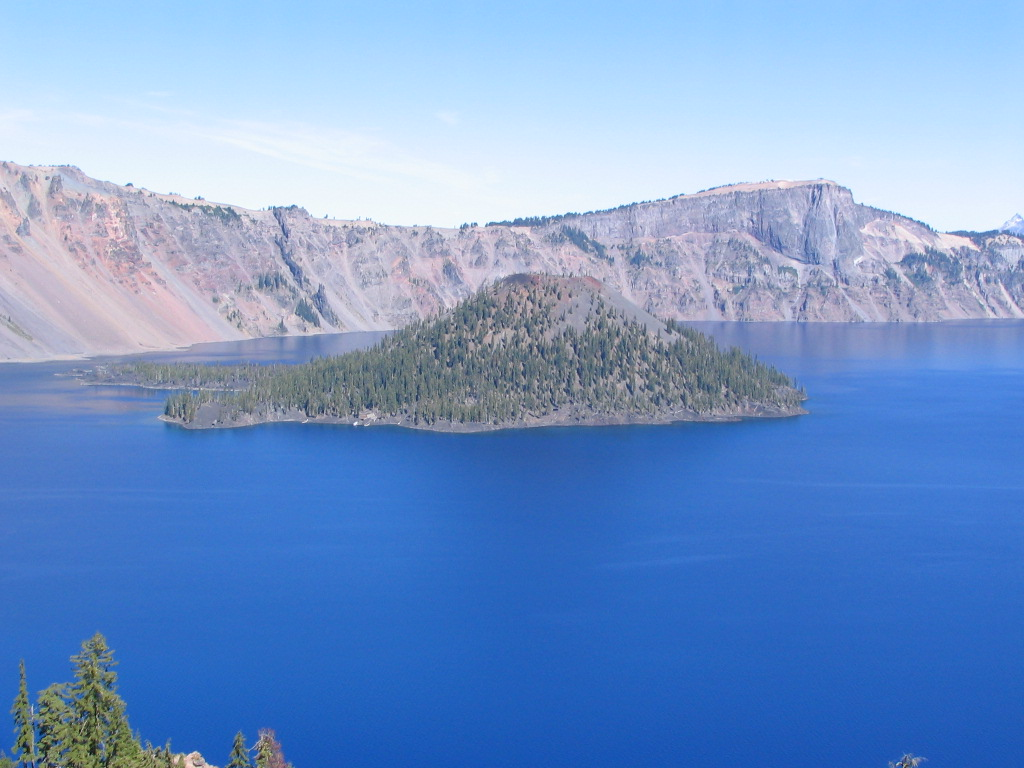
Ilha Wizard
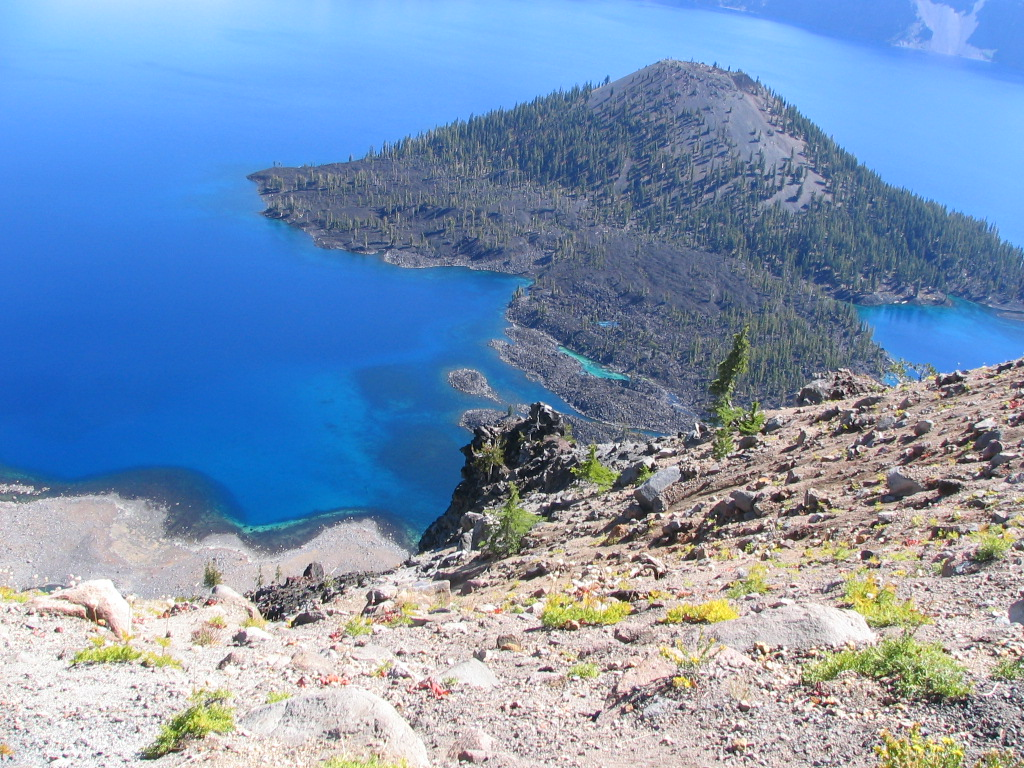
Ilha Wizard
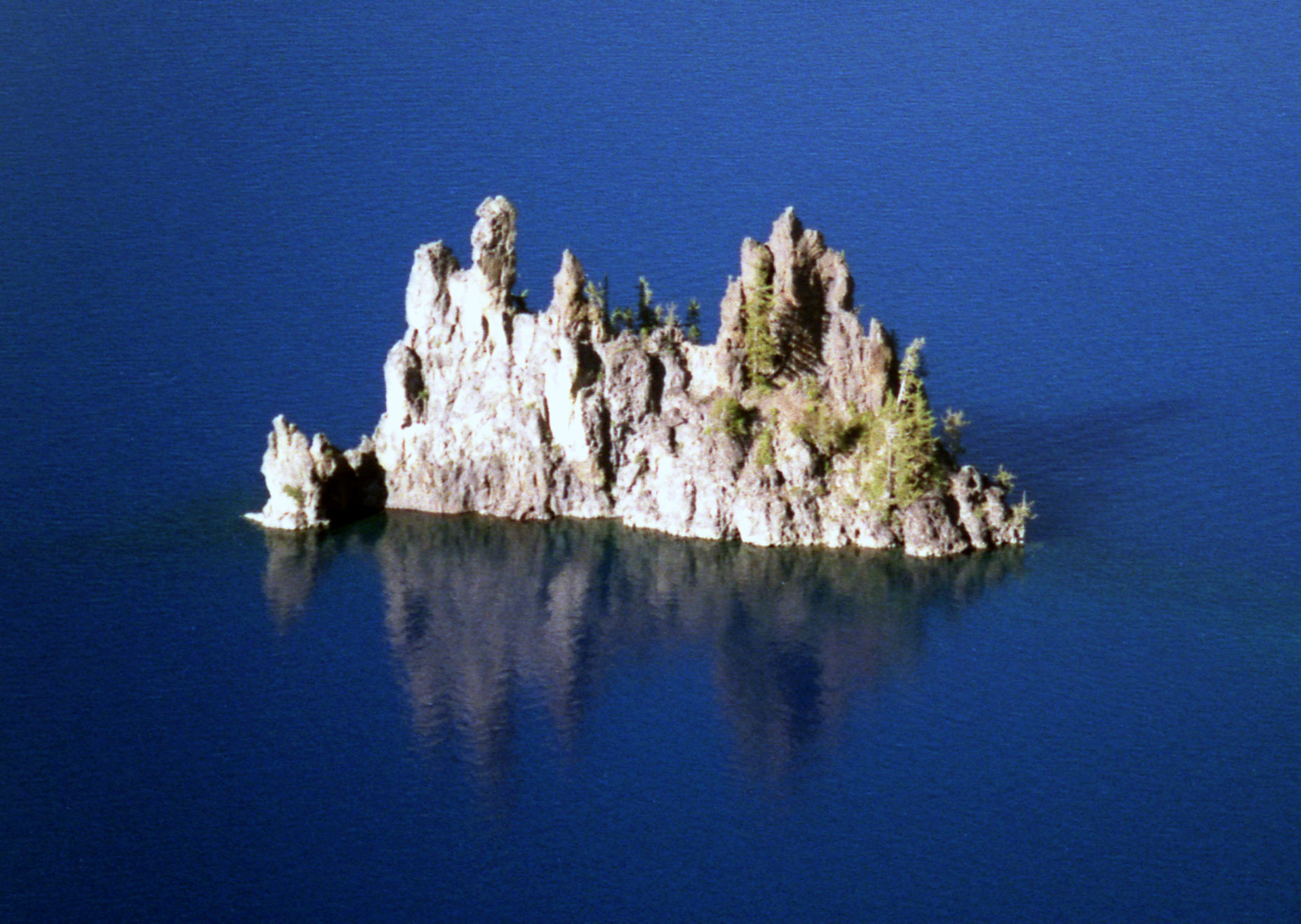
Ilha Navio fantasma
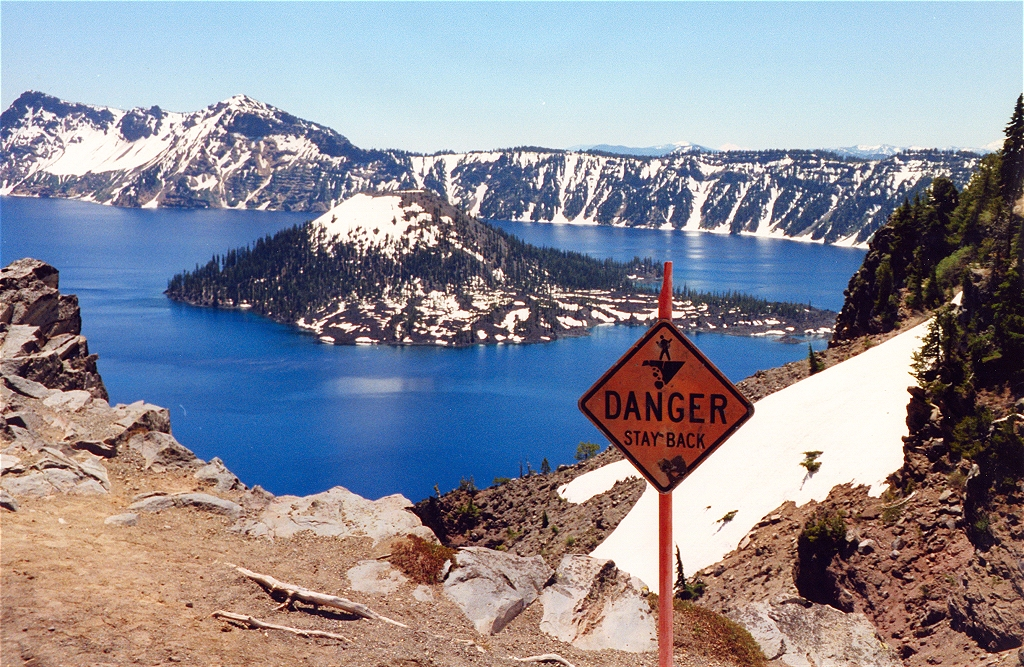
Vista
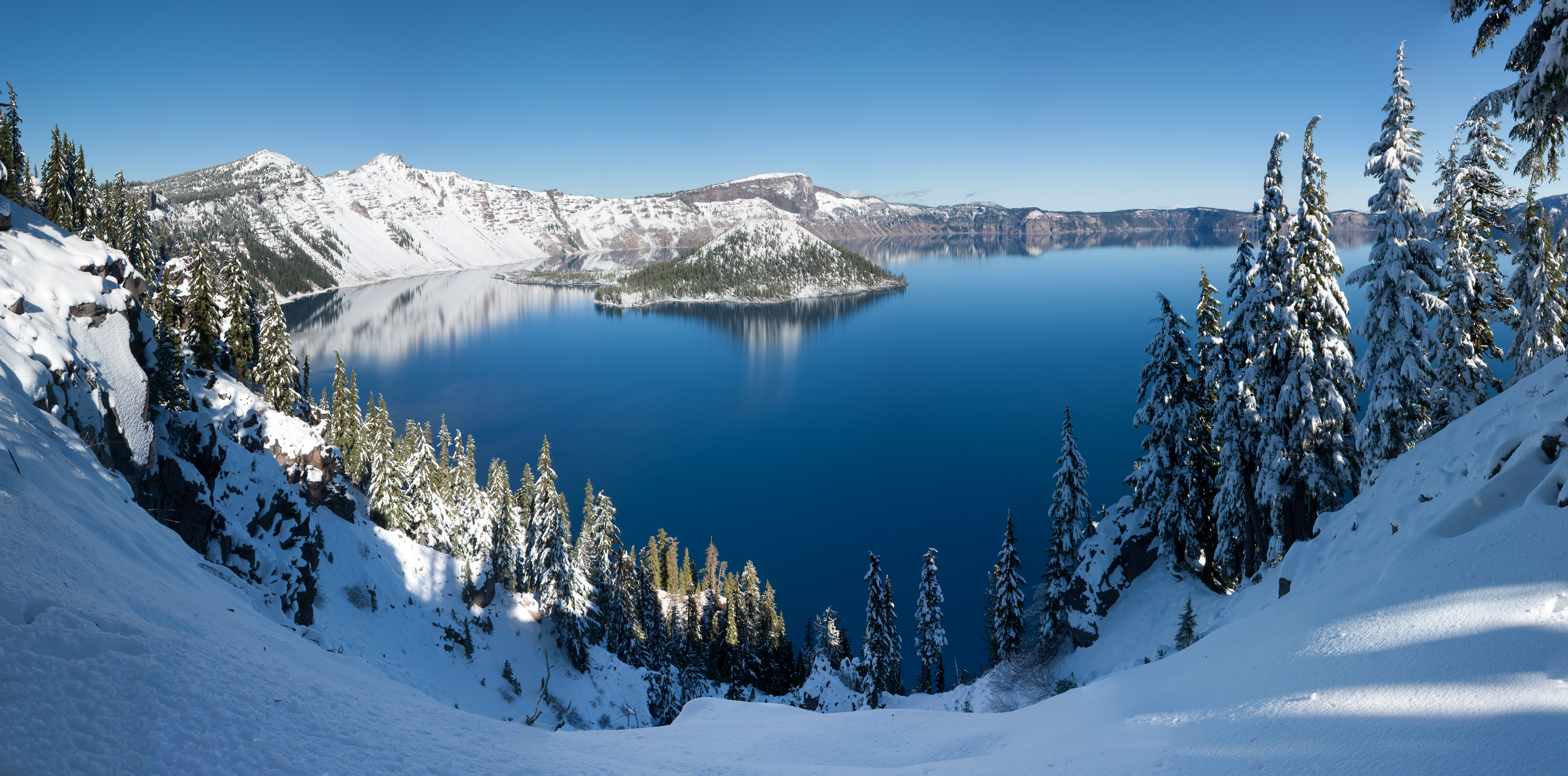
Vista